# Crassispira cubana
Crassispira cubana är en snäckart som först beskrevs av James Cosmo Melvill 1923.  Crassispira cubana ingår i släktet Crassispira och familjen Turridae. Inga underarter finns listade i Catalogue of Life.